# Coppa Bernardo O'Higgins
La Coppa Bernardo O'Higgins fu una competizione calcistica istituita nel 1955 che vedeva come avversarie le squadre Nazionali di Brasile e Cile. Si svolse dal 1955 al 1966, alternando il paese ospitante.

## Albo d'oro
| Anno | Campione       | Secondo |
| ---- | -------------- | ------- |
| 1955 | Brasile        | Cile    |
| 1957 | Cile           | Brasile |
| 1959 | Brasile        | Cile    |
| 1961 | Brasile        | Cile    |
| 1966 | Brasile e Cile | -       |